# Tourisme en Savoie
Le tourisme représente aujourd'hui en Savoie un secteur très important, développé régulièrement à partir de la fin du XIXe siècle et plus fortement dans la deuxième moitié du XXe siècle.
À ce titre, le département de la Savoie est le premier département français en matière de tourisme avec la plus importante richesse touristique produite, laquelle représente 14 % de la richesse totale du département.

## Données générales
Le développement de la pratique du ski dans les vallées de la Tarentaise et de la Maurienne a conduit la Savoie à devenir le premier département de France de par son nombre de stations de sports d'hiver, ce qui en fait une destination touristique majeure durant les périodes hivernales. À cet égard le secteur du tourisme contribue à hauteur de près de 50 % du produit intérieur brut annuel du département. Pour autant, la totalité du tourisme en Savoie ne porte pas que sur la seule activité des sports d'hiver, le tourisme étant également développé autour d'autres activités telles que la randonnée, le cyclotourisme ou les sports nautiques, auxquels s'ajoutent par ailleurs le tourisme gastronomique ou lié au patrimoine culturel, le premier site le plus visité du département étant notamment l'abbaye d'Hautecombe (109 160 visiteurs en 2010).

Pour ce qui concerne l’aide au développement du tourisme, le plan tourisme du Conseil général de la Savoie a été doté de 65 millions d'euros pour la période 2007-2015.
En 2010, l'on estimait à 30 % la part des établissements savoyards dépendant de l’activité touristique, contre 13 % en Rhône-Alpes soit une part deux fois plus importante. Du côté des emplois salariés liés à cette activité, cette part s'élève à 23 %, là aussi beaucoup plus importante que les 8 % au niveau de la région. Dans les deux cas, établissements et salariés représentaient chacun en Savoie 22 % du total touristique recensé en Rhône-Alpes.
De manière générale, le département compte plusieurs zones touristiques distinctes. Il s'agit de l'Avant-Pays savoyard et du lac du Bourget à l'ouest et prolongés par la combe de Savoie. Débutent ensuite les premiers massifs alpins avec le massif des Bauges et le massif de la Chartreuse séparés par la cluse de Chambéry. Au-delà de la combe de Savoie s'étendent les deux vallées de la Maurienne et de la Tarentaise, toutes deux séparées par le massif de la Vanoise et les Trois Vallées. Enfin le val d'Arly et le massif du Beaufortain sont pour leur part situés au nord du département.

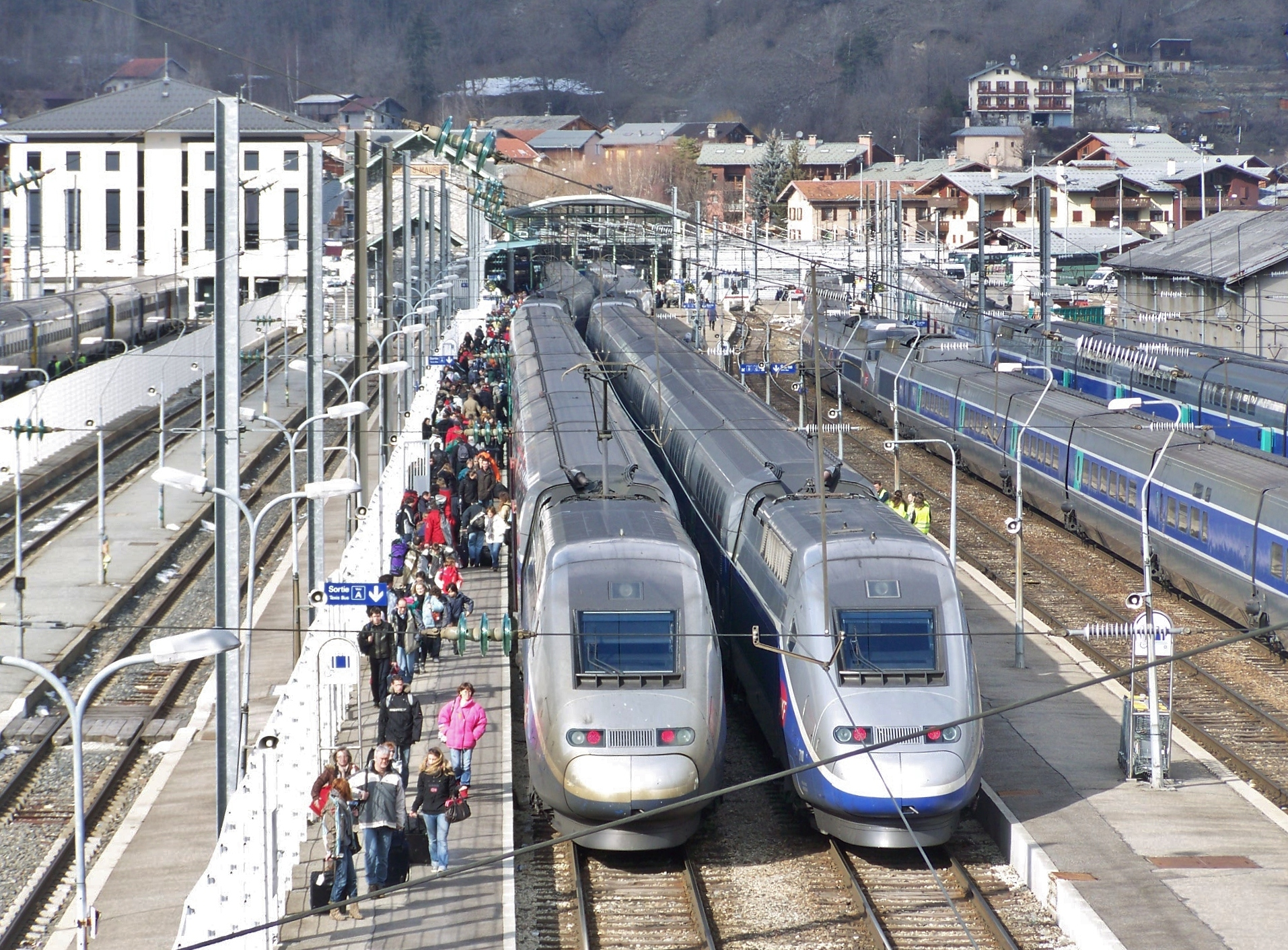
Des milliers de voyageurs transitent chaque hiver par Bourg-Saint-Maurice.

### Capacités d'accueil
En 2010, les 11 880 établissements touristiques concernaient pour près de moitié d'entre eux le sport (5 556), suivis par l’hébergement/location (3 068) et la restauration (2 454). Les près de 30 000 emplois salariés recensés par l'Insee se répartissaient pour leur part en premier lieu dans l’hébergement/location (38 %), la restauration (29 %) et les transports (20 %).
Selon l'Observatoire des territoires de la Savoie reprenant les données de Savoie Mont-Blanc Tourisme, la capacité d'accueil touristique en Savoie se monte pour l'hébergement à 658 000 lits en été et 530 000 lits en hiver, dont 95 % sont situés dans les stations de montagne et les 5 % dans le restant du département. Le nombre de nuitées effectuées durant l'hiver 2010-2011 s'est élevé à 21,5 millions, dont 71 % pour le seul territoire de la Tarentaise, 21 % pour la Maurienne et 8 % pour le Beaufortain-Val d'Arly. L'observatoire précise en complément que le département de la Savoie est par ailleurs le premier département de destination de la clientèle française durant l'hiver, y transitant notamment chaque samedi plusieurs dizaines de TGV venant des grandes métropoles françaises et européennes telles Paris, Lille, Londres ou Bruxelles. À titre d'exemple, pour le premier week-end des vacances d'hiver de 2013 (16 et 17 février), le Dauphiné libéré indiquait le croisement de quelque 500 000 vacanciers arrivant ou quittant le département : 126 000 véhicules sur les routes, 45 000 voyageurs dans les trains et 8 700 passagers dans les avions.
En outre, bien que moins importante, la saison estivale enregistre aussi des statistiques de fréquentation touristique non négligeables, avec notamment 9,3 millions de nuitées pour l'été 2010.
Le parc hôtelier de la Savoie en 2010 était selon la Préfecture de 500 hôtels répartis en 41 hôtels sans étoile, 43 hôtels 1 étoile, 236 hôtels 2 étoiles, 129 hôtels 3 étoiles, 33 hôtels 4 étoiles, 2 hôtels 4 étoiles luxe, et 18 hôtels 5 étoiles. Pour l’été 2009, sur 9,2 millions de nuitées, les hôtels en ont enregistré 800 000 nuitées, contre près de 650 000 pour les campings, et 79 % d'entre elles concernaient les territoires de haute-montagne (Tarentaise, Maurienne, Beaufortain et Val d'Arly). Depuis cette année, les chiffres montrent une stabilité estivale du nombre de nuitées et de leur répartition. La commune qui comptait le plus grand nombre de lits marchands et non marchands en 2009 était la commune de Saint-Martin-de-Belleville, située sur le domaine skiable des Trois Vallées et sur laquelle se trouvent les stations des Menuires et de Val Thorens.
Enfin, la Savoie est le premier département de France en nombre de gîtes labellisés « Gîtes de France » avec 1 800 gîtes recensés sous ce label.

## Tourisme blanc

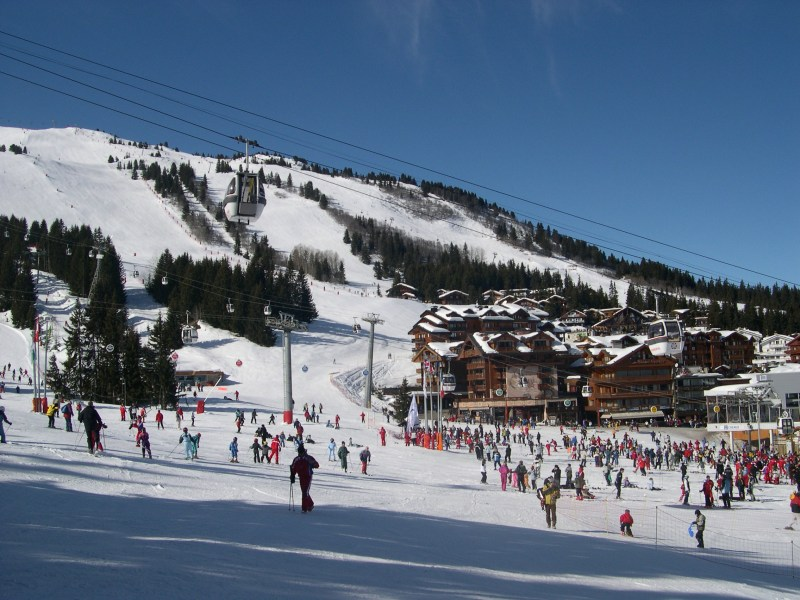
Courchevel (1850 m), une des plus importantes stations du département.

Le tourisme blanc est très présent en Savoie. D'après le recueil d'indicateurs et analyses 2011 de Domaines skiables de France, les Alpes sont la première destination mondiale avec 45 % des journées-skieurs. Sur ces 5 dernières années, la France en a comptabilisées 54,32 millions, entre les États-Unis (57,64 millions) et l'Autriche (51,51 millions). 25 % d'entre elles étaient effectuées par des skieurs étrangers, ce qui témoigne de l'importance des stations françaises pour la population française. Ces touristes étrangers étaient en 2011 majoritairement des Britanniques (29 % des nuitées), suivis par les Néerlandais (13 %) et les Belges (12 %).
En Savoie, outre les 63 stations de sport d'hiver, le département compte également 38 opérateurs de remontées mécaniques et 3 régies des pistes. Ces opérateurs se répartissent par taille de domaine skiable en : 7 petits, 12 moyens, 11 grands et 8 très grands. Le territoire des Alpes du Sud et le département de la Haute-Savoie possèdent respectivement 11 et 10 grands domaines skiables, mais aucune autre zone ne possède plus de 2 très grands domaines skiables. Les remontées mécaniques de la Savoie réalisent les plus importantes recettes de France, avoisinant chaque hiver les 500 millions d'euros, globalement en augmentation depuis 2006 (+ 10 % sur 5 ans). Sur cette même période, le département a représenté en outre 39,6 % du marché français, suivi par la Haute-Savoie avec 22,1 % (et environ 250 millions d'euros de recettes courantes). Les revenus globaux s'estiment pour leur part, selon le Conseil général, à 2 milliards d'euros.
Enfin le domaine skiable savoyard s'étend sur 45 000 hectares. Il comprend 900 km de remontées mécaniques (37,5 % du parc national) et 1 000 km de pistes de ski de fond. Les grands domaines du département sont les Trois Vallées, Paradiski, les Sybelles, l'Espace Killy, l'Espace Diamant, Galibier-Thabor, le Grand Domaine, l'Espace San Bernardo et Val Cenis.

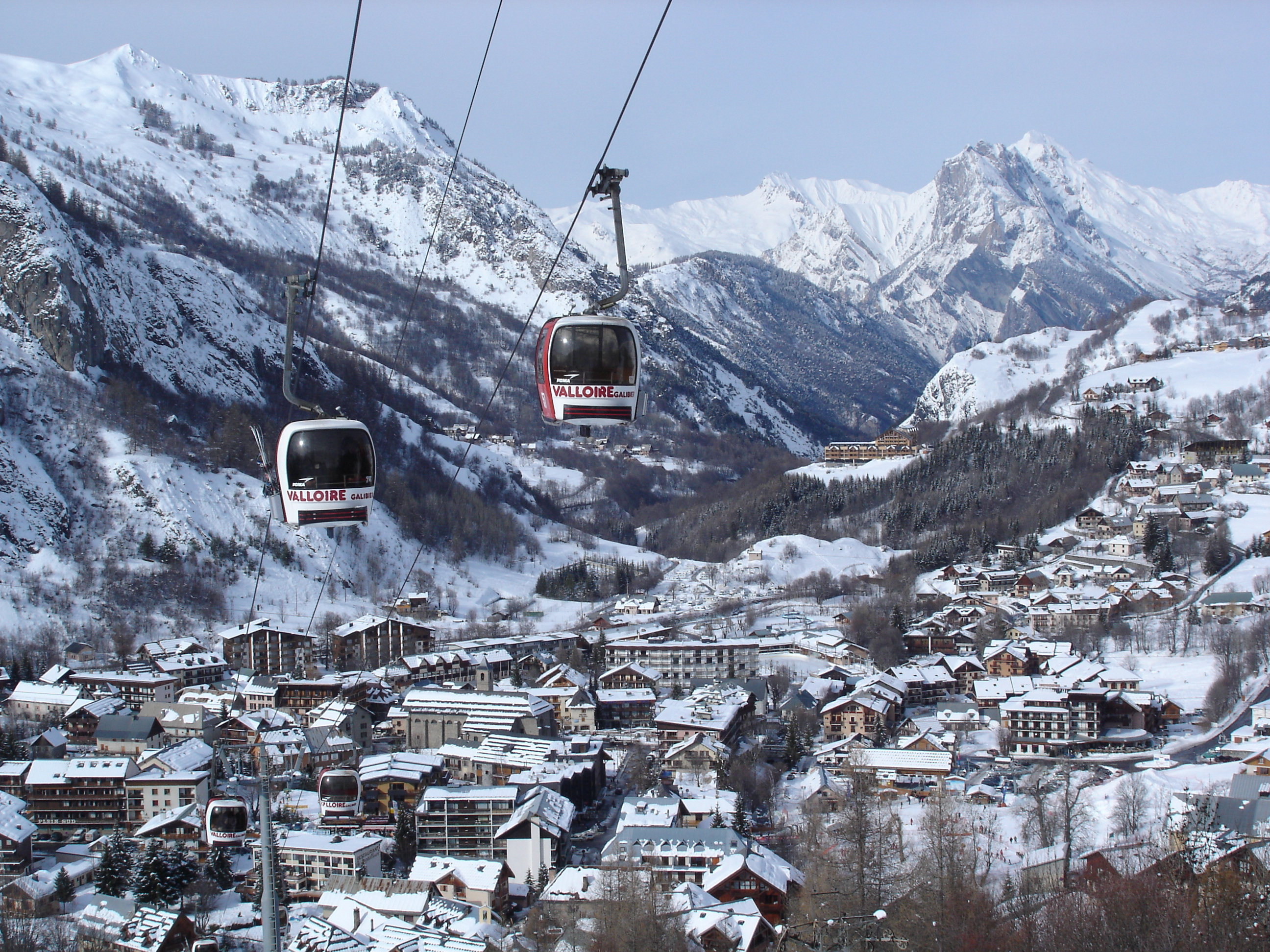
Station de Valloire, en Maurienne.

| Domaine             | Stations | Total Pistes | Pistes reliées |
| ------------------- | --- | ------------ | -------------- |
| Les Trois Vallées   | Les Menuires, Saint-Martin-de-Belleville, Courchevel, Méribel, La Tania, Brides-les-Bains, Val Thorens et Orelle | 338          | 600 km         |
| Paradiski           | La Plagne, Champagny-en-Vanoise, Peisey-Vallandry, Les Arcs, Montchavin les Coches                               | 239          | 420 km         |
| Les Sybelles        | Le Corbier, La Toussuire, Les Bottières, Saint-Jean-d'Arves, Saint-Sorlin-d'Arves, Saint-Colomban-des-Villards   | 96           | 310 km         |
| Espace Killy        | Tignes, Val-d'Isère                                                                                              | 137          | 300 km         |
| Espace Diamant      | Crest-Voland, Cohennoz, Flumet, Notre-Dame-de-Bellecombe, Praz-sur-Arly et les Saisies (pistes non reliées)      | 146          | 175 km         |
| Galibier-Thabor     | Valloire et Valmeinier                                                                                           | 83           | 150 km         |
| Grand domaine       | Valmorel, Saint-François-Longchamp, Doucy-Combelouvière                                                          | 82           | 150 km         |
| Espace San Bernardo | La Rosière, La Thuile (Italie)                                                                                   | 73           | 150 km         |
| Val Cenis           | Lanslebourg-Mont-Cenis, Lanslevillard, Termignon-la-Vanoise                                                      | 56           | 125 km         |
| Autres domaines     | La Norma (65 km) — Valfréjus (65 km) — Les Karellis (60 km) — Aussois (55 km) — Les Aillons-Margériaz (40 km)    | 141          | 285 km         |

## Tourisme culturel
À côté des sports d'hiver, le département de la Savoie a enregistré 170 803 visites de musées en 2009, le plus visité étant le Musée Opinel à Saint-Jean-de-Maurienne avec 30 235 visiteurs annuels, juste derrière la Galerie Eurêka à Chambéry (45 114 visiteurs) et l'abbaye d'Hautecombe sur la rive ouest du lac du Bourget (102 320 entrées en 2009). L'on établissait pour la saison 2007 l'enregistrement d'environ 300 000 visites payantes sur 80 lieux touristiques. Le département compte en outre 70 offices de tourisme et syndicats d'initiative, 4 casinos et 6 centres de congrès.
On y trouve 5 routes thématiques: Sentier du baroque, Ducs de Savoie, Fromages de Savoie, Traversée Grandes Alpes, Vins de Savoie.

## Autres

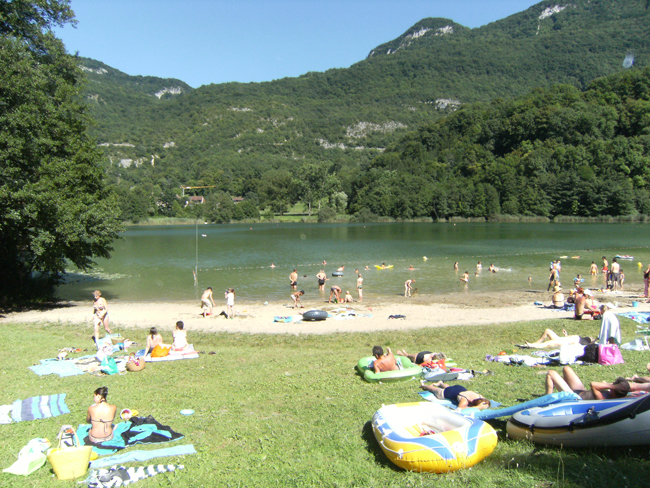
Plage du lac de Chevelu.

### Activités terrestres
Pour les activités de pleine nature, la Savoie comporte 1 672 km d'itinéraires pédestres balisés, 2 426 km d'itinéraires cyclotouristes, 188 km de veloroutes, 155 refuges et gîtes d'étape.

### Activités nautiques
En matière d'activités nautiques, le département de la Savoie compte 27 plages surveillées et 40 piscines couvertes. La ville d'Aix-les-Bains est par ailleurs labellisée Station nautique.

## Hauts lieux touristiques

### Thermalisme
Pour finir, le thermalisme est également développé en Savoie, avec les quatre stations thermales encore en activité que sont Aix-les-Bains, Challes-les-Eaux, Brides-les-Bains et  La Léchère (six en comptant les thermes Chevalley à Aix-les-Bains et le spa de la Léchère). Aix-les-Bains demeure à cet égard la 2e station thermale de France après celle de Dax dans les Landes. Chaque année, la Savoie accueille environ 50 000 curistes, soit 10 % du total en France, ce qui en fait la première destination thermale au niveau national.

### Stations de sports d'hiver
La Savoie est un des berceaux du ski en France. Elle possède sur son territoire les plus grands domaines d'Europe et du monde. Ci-dessous, une liste des stations de sports d'hiver savoyardes classées par massifs :
- Massif des Bauges :  Savoie Grand Revard (Le Revard, La Féclaz, Saint-François-de-Sales) ; Les Aillons-Margériaz (Aillon-le-Jeune)
- Beaufortain – Val d'Arly : Arêches-Beaufort ; Espace Diamant (Les Saisies-Hauteluce, Crest Voland-Cohennoz, Saint-Nicolas-la-Chapelle, Notre-Dame-de-Bellecombe) ; Flumet ; Héry-sur-Ugine et La Giettaz-en-Aravis
- Chartreuse : La vallée des Entremonts (Saint-Pierre-d'Entremont)
- Maurienne : Val Gelon-La Rochette ; Saint-François-Longchamp ; Les Sybelles (Le Corbier, La Toussuire, Saint-Sorlin-d'Arves et les cols du Glandon et de la Croix de fer) ; Les Karellis ; Valloire, Valmeinier ; Aussois ; La Norma (Villarodin-Bourget, Avrieux) ; Bonneval-sur-Arc, Bessans ; Val Cenis (Lanslebourg-Mont-Cenis, Lanslevillard) ; Beaune-le-Thyl (Saint-Jean-de-Maurienne) et  Valfréjus (Modane)
- Tarentaise - Vanoise : Les Trois Vallées (Courchevel, Méribel, Val Thorens, Les Menuires, Saint-Martin-de-Belleville, Brides-les-Bains) ;  Paradiski (La Plagne, Les Arcs, Peisey-Vallandry, Montchavin, Les Coches, Montalbert, Champagny-en-Vanoise) ; Espace Killy (Tignes, Val d'Isère) ; Pralognan-la-Vanoise ; Peisey-Nancroix ; Espace San Bernardo (La Rosière avec La Thuile : Italie) et Sainte-Foy-Tarentaise

### Casinos

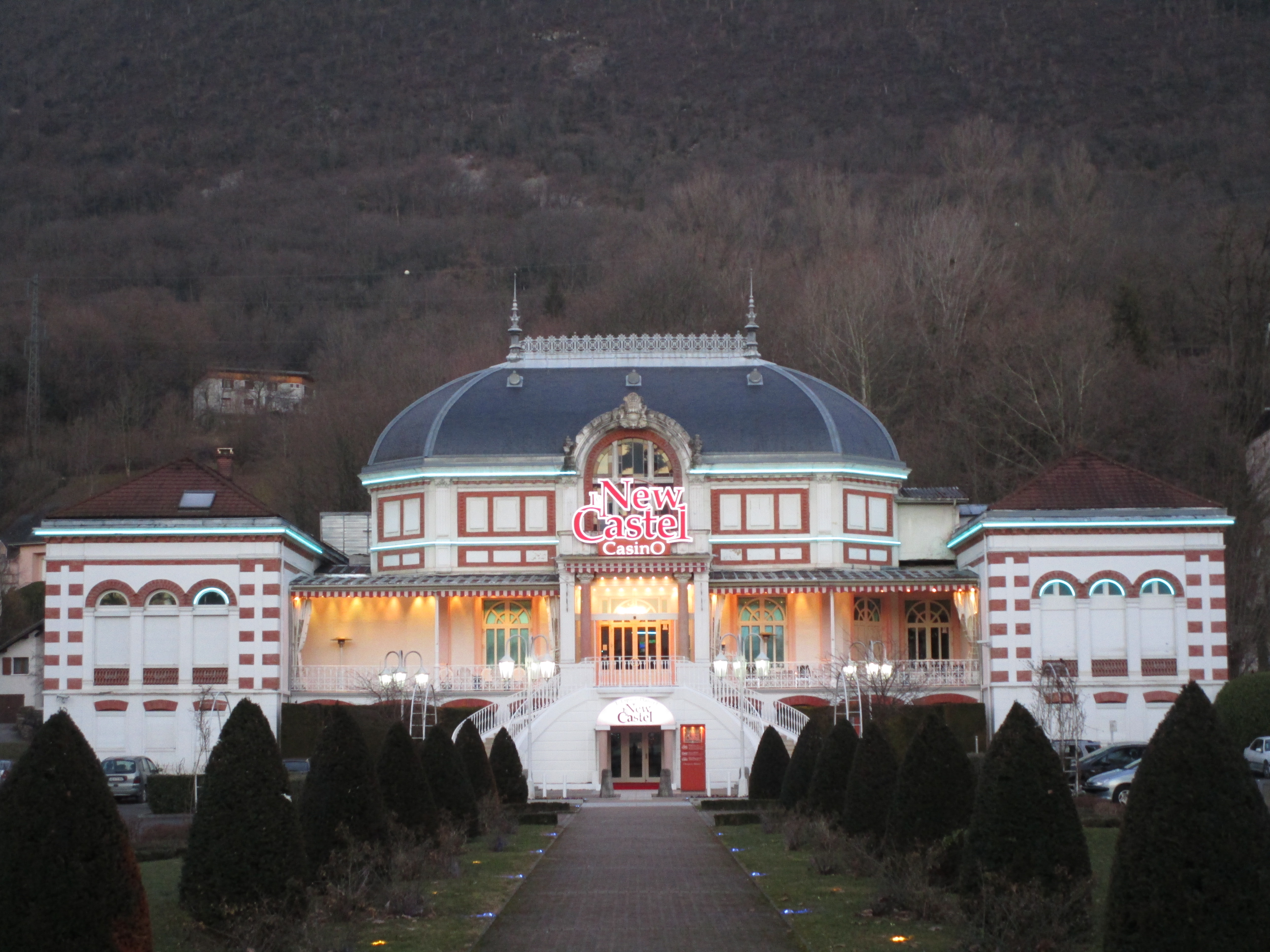
Le Casino de Challes-les-Eaux en février 2015.

Il y a quatre casinos en Savoie.
| Casinos                    | Communes         | Groupe                 | 2004-2005 (rang) | 2005-2006 (rang) |
| -------------------------- | ---------------- | ---------------------- | ---------------- | ---------------- |
| Casino Grand Cercle        | Aix-les-Bains    | Casino d’Aix-les-Bains | 25,8 (24e)       | 26,2 (27e)       |
| Nouveau Casino             | Aix-les-Bains    | -                      | 4,2 (155e)       | 4 (157e)         |
| Casino de Brides-les-Bains | Brides-les-Bains | -                      | 3,2 (166e)       | 3,2 (170e)       |
| Casino de Challes-les-Eaux | Challes-les-Eaux | -                      | 7,1 (110e)       | 7,1 (115e)       |